# 約翰·格林里夫·惠蒂埃
約翰·格林里夫·惠蒂埃（John Greenleaf Whittier，1807年12月17日—1892年9月7日）是一位美國貴格會詩人、廢奴主義者，以其作品《大雪封门》出名。

## 生平
約翰·格林里夫·惠蒂埃出生於麻省黑弗里尔的郊區，在自家的農場里長大。
19歲那年，他的姐姐將他的詩《The Exile's Departure》寄給麻省的自由出版社（Free Press），該出版社的編輯威廉·勞埃德·加里森在1826年6月8日將其出版，這是他出版的第一首作品。後來加里森先後將他介紹給波士頓的《全國慈善家》（National Philanthropist）、《美國製造商》（American Manufacturer）當編輯。工作中他漸漸開始對政治產生興趣，終於在1830年代開始加入廢奴主義運動。
他在1860年和1864年美国大选中都是選舉人，投票给亚伯拉罕·林肯。
他的名作《大雪封门》在1866年出版，并获得商业上的成功，第一版就赚了一万美金。1870年，他入选美国哲学学会。
1892年夏，他在汉普顿福尔斯的表亲家去世，葬于埃姆斯伯里。

## 外部連接
- Whittier autobiography & poems
- Whittier biography & hymns （页面存档备份，存于）
- John Greenleaf Whittier的作品  - 古騰堡計劃
- 互联网档案馆中約翰·格林里夫·惠蒂埃的作品或与之相关的作品
- 來自約翰·格林里夫·惠蒂埃的LibriVox公共領域有聲讀物
- 开放图书馆中約翰·格林里夫·惠蒂埃的著作
- Audio of Greenleaf's works by Michael Maglaras （页面存档备份，存于）